# Saturday (canción de Fall Out Boy)
«Saturday» es una canción de la banda de rock estadounidense Fall Out Boy, lanzada a finales de 2003 como el tercer y último sencillo del álbum debut del grupo, Take This to Your Grave (2003). Al igual que todo el disco, la canción fue grabada en los Smart Studios en Madison, Winsconsin y la produjo Sean O'Keefe.  La pista fue incluida como la tercera pista en el álbum Believers Never Die – Greatest Hits (2009) de la banda. Los miembros de la banda han declarado que esta canción es una de sus favoritas y típicamente terminan cada concierto en vivo con ella; durante la mayoría de las presentaciones en vivo, el bajista Pete Wentz le entrega su instrumento a un músico de apoyo durante la pausa para interpretar las partes de gritos en el coro final.

## Video musical
El video, dirigido por Shane Drake, presenta a toda la banda, pero en particular al vocalista Patrick Stump y a Pete Wentz. En este, Pete está matando a los otros miembros de la banda y a sus amigos, dejando una carta de la Reina de Corazones con cada uno de los cuerpos. Patrick es un detective que sigue la pista del «asesino». Durante el puente de la canción, se ve a Patrick y a Pete en la misma posición, sentados en una cama con una pared de fotos de las víctimas de Pete en el fondo, lo que sugiere que Patrick y Pete podrían ser la misma persona. Al final, Pete mata a Patrick, pero como resultan ser la misma persona, Pete también muere. El video está entrelazado con clips de la banda tocando en un concierto. En los comentarios del DVD Believers Never Die, los miembros de la banda dijeron que el moshing y el slam dancing eran de la banda metalcore Hatebreed y no de Fall Out Boy.